# Le Pinacle (Brome-Missisquoi)
Pour les articles homonymes, voir Pinacle.
Le Pinacle est un sommet des montagnes Vertes dans la chaîne des Appalaches. Il est situé au Québec, dans la région administrative de l'Estrie, plus précisément dans la municipalité de Frelighsburg.

## Toponymie
Le nom anglais, Pinnacle, apparaît vers le milieu du XIXe siècle pour désigner la montagne. Plusieurs entités portent ce nom en anglais puisqu'il est souvent utilisé comme synonyme de sommet, colline ou montagne. Ce n'est qu'en 1970 qu'on adopte la forme française avec un seul « n », l'usage s'étant généralisé.

## Géographie

### Situation, topographie
S'élevant entre 709 mètres et 712 mètres d'altitude, ce mont est l'un des derniers massifs encore à l'état sauvage près de Montréal. Il couvre un territoire d'environ 22 km2. 
Il est situé au sud du hameau de Pinacle-Nord et au nord-est du hameau d’Abbott's Corner (qui font partie de la municipalité de Frelighsburg).
Au nord-ouest du mont, on retrouve le Petit Pinacle, d'une altitude d'environ 480 m ; juste au nord-est du point culminant de la montagne se situe un autre sommet secondaire appelé la colline Spruce,.

### Faune et Flore
Un inventaire de la biodiversité fait sur les terrains de la Fiducie foncière du mont Pinacle en 1992-1993 a permis d’observer une forêt de feuillus dominée par l’érable à sucre avec une grande quantité d’invertébrés, de mollusques, de crustacés et de millipèdes ainsi que quelque 200 espèces d’insectes. Soixante-neuf espèces d’oiseaux et une abondance de petits et grands mammifères ont été observés.
Le projet SENSE (Supervision d’Environnements Naturels Sensibles et Éloignés), de la Fondation Daniel Langlois, a permis de constater la présence, au sommet du mont Le Pinacle, d’urubus à tête rouge, de grenouilles vertes, de renards roux, de lièvres d’Amérique, de lynx roux, de coyotes, de castors du Canada, de dindons sauvages, d’orignaux, de pékans, de ratons laveurs et d’ours noirs.

## Histoire

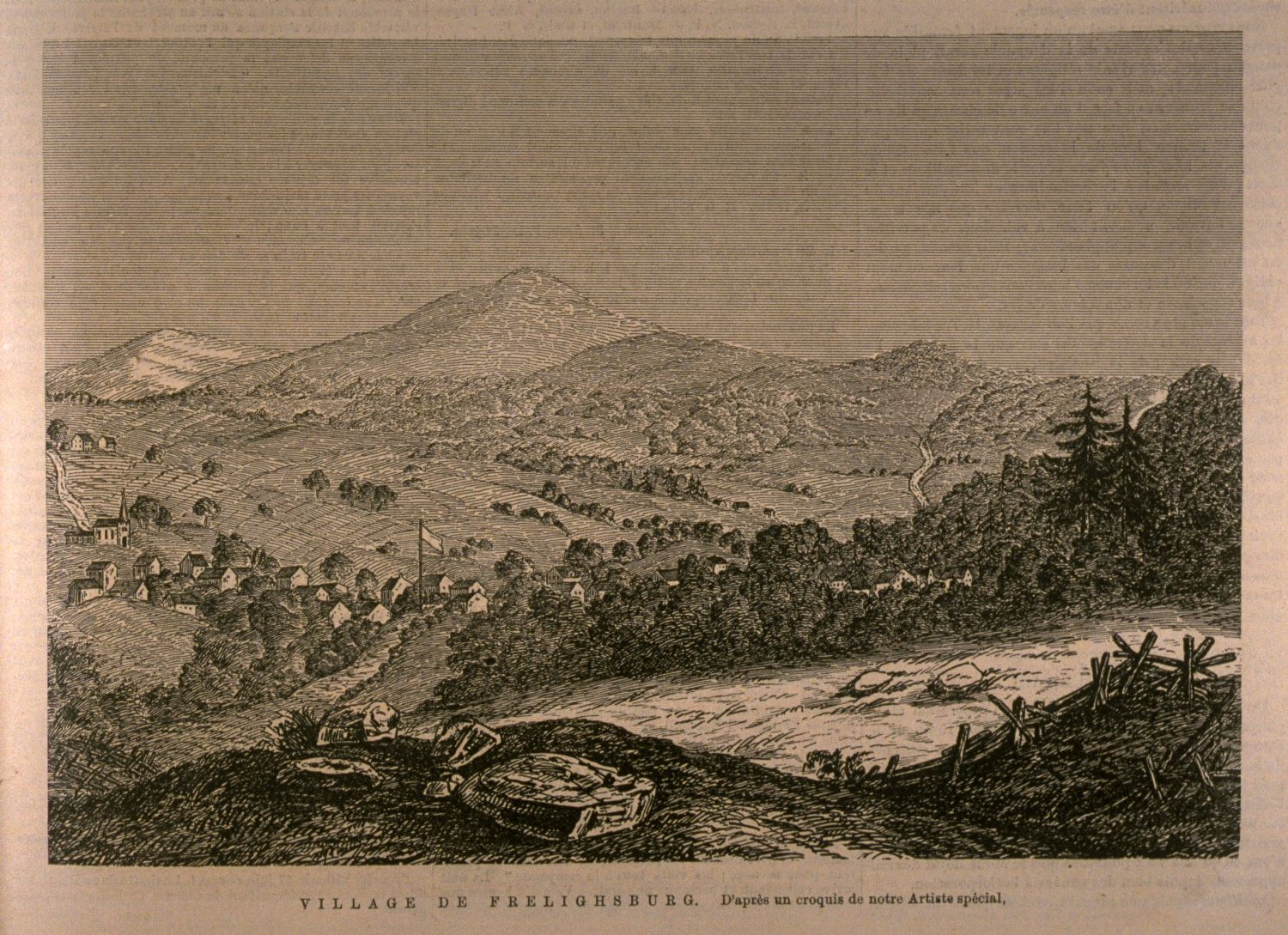
Le mont Pinacle et le Petit Pinacle d'après une esquisse de 1870.

Le mont fut possiblement occupé par les Abénaquis avant l'arrivée des loyalistes dans la région. Cependant, aucune fouille archéologique n’a permis de corroborer avec certitude leur présence,.
Lors de la guerre de Sécession, vers 1860, six mines de cuivre sont exploitées au sud-ouest du Pinacle. Après la guerre, le besoin d'exploiter diminue rapidement. Les activités d'exploitation se terminent en 1899 et les fosses sont bouchées par mesure de sécurité.
En 1965, un petit centre de ski a ouvert sur le versant nord de la montagne. Au commencement, la station possédait trois pentes de ski et une de ses particularités était d’avoir un éclairage en soirée. En 1966, un service d’autobus fut mis en place pour les villes de Farnham, de Cowansville et de Dunham. En 1969, Gerry Boucher est devenu le nouveau propriétaire du centre. En 1970, la station de ski possédait quatre pistes de ski. M.‍‍‍ Boucher a vendu la propriété à la fin de l’année 1970.

### Projet récréotouristique et immobilier
En 1985, un schéma de réaménagement est élaboré pour la MRC de Brome-Missisquoi et adopté en 1987. En 1990, la Commission de protection du territoire agricole, afin d’accommoder un projet de centre de ski, de terrain de golf et de condominiums pour le mont, déclare 320 hectares (800 acres) comme « zone blanche ». Deux associations sont alors formées pour protéger la montagne avant que ne soit créée la Fiducie foncière du mont Pinacle, qui a depuis comme objectif de préserver l'état naturel du Pinacle,. En 1993, 59 hectares du flanc septentrional du mont sont classés comme monument naturel (catégorie III) par l'UICN.
Le projet de développement récréotouristique n’a jamais vu le jour. En février 1993, une modification des règlements municipaux autorisant ce projet fut soumise à un référendum, mais elle fut rejetée par la population. En 1994, le conseil municipal a adopté un nouveau plan d'urbanisme qui encadrait de manière plus stricte les développements futurs, accompagné d’un règlement limitant la construction dans la zone dézonée. Le promoteur a alors contesté ce règlement et engagé une action en justice contre la municipalité ce qui mena l’affaire jusqu’à la Cour Suprême du Canada, qui rejeta l’appel du plaignant en octobre 2004. En 1997, le promoteur a revendu les terrains qu'il détenait, et la majorité du sommet fut acquise par Daniel Langlois dans une optique de conservation.

## Activités
Depuis 2011, les sentiers d’interprétation de la nature du mont Pinacle ne sont plus ouverts au public. Cependant, des activités éducatives et scientifiques encadrées par la fiducie foncière du mont Pinacle y sont toujours pratiquées.

## Postérité
Le Domaine Pinnacle, l’un des leaders mondiaux du cidre de glace, possédait un verger dans l'un des secteurs du versant sud. Le nom de cette compagnie fait référence à cette montagne où elle a vu le jour,.